# Oona Laurence

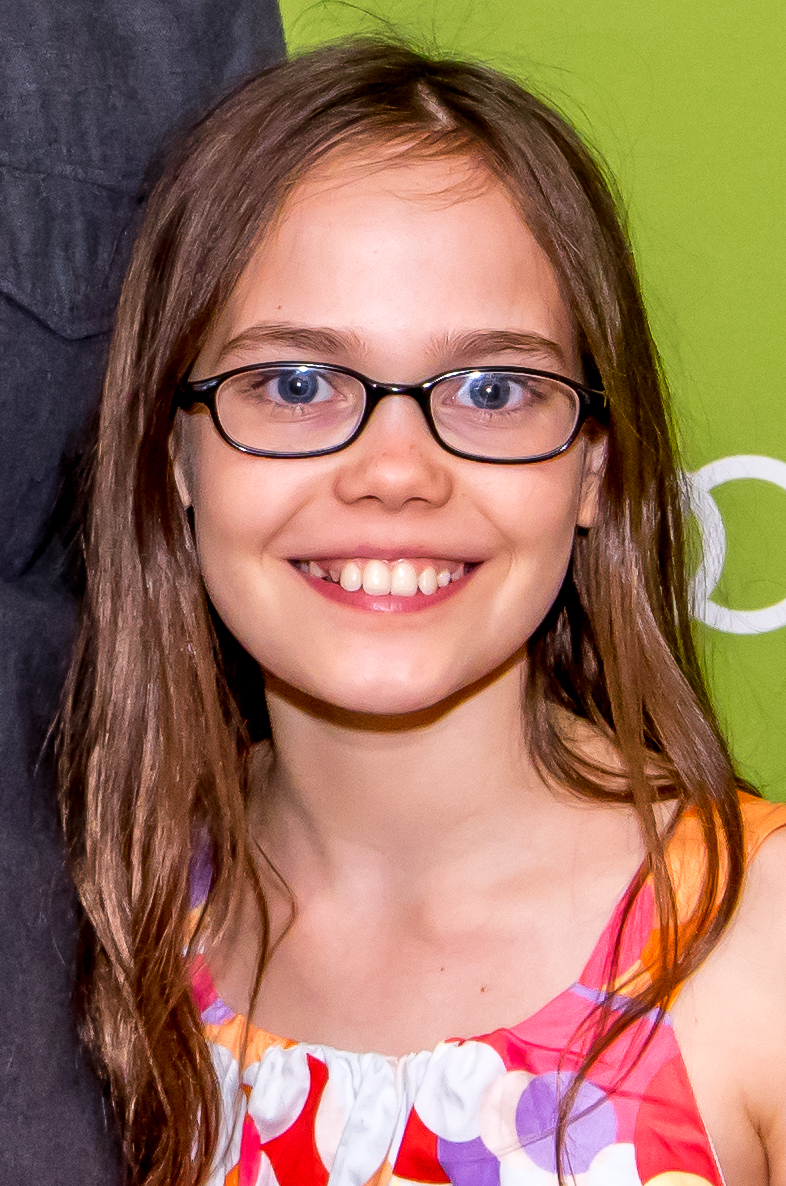
Laurence auf dem Montclair Film Festival im Mai 2015

Oona Laurence (* 1. August 2002 in New York City, New York) ist eine US-amerikanische Schauspielerin.

## Leben
Oona Laurence begann ihre Karriere im Alter von zehn Jahren am Broadway in New York City im Musical Matilda, das auf dem gleichnamigen Roman von Roald Dahl basiert. Von März bis Dezember 2013 spielte sie die Hauptrolle der Matilda Wormwood. Für ihre Darstellung wurde sie 2013 mit einem Tony Award in der Kategorie „Tony Honors for Excellence in the Theatre“ ausgezeichnet und 2014 für einen Grammy nominiert.
Ihre Film- und Fernsehkarriere begann sie im Jahr 2012 in einer Episode der Dramedy Louie. Weitere Auftritte folgten 2014 in der US-Fernsehserie Law & Order: Special Victims Unit sowie im Spielfilm A Little Game als Becky Langer. Im Jahr 2014 übernahm sie mit der Verkörperung der Tommie im US-amerikanischen Drama Lamb ihre erste Hauptrolle in einem Spielfilm. Der Film feierte seine Uraufführung im Jahr 2015 auf dem  South by Southwest Film Festival. Zudem spielte sie 2015 in einer Episode der Netflix-Serie Orange Is the New Black die zehnjährige Tiffany Doggett. Eine weitere Rolle übernahm sie als Daisy im Filmdrama I Smile Back. Im Drama The Grief of Others verkörperte sie Biscuit Ryrie. Außerdem war sie neben Rachel McAdams, Jake Gyllenhaal, 50 Cent und Forest Whitaker im Boxer-Drama Southpaw zu sehen. Der Film feierte im Juni 2015 auf dem Internationalen Filmfestival in Shanghai Weltpremiere. Im Film spielte sie Leila Hope, die Filmtochter von Jake Gyllenhaals Figur Billy Hope.
Im Jahr 2016 war sie neben Bryce Dallas Howard, Robert Redford sowie Oakes Fegley unter der Regie von David Lowery in der Disney-Neuverfilmung von Elliot, das Schmunzelmonster mit dem deutschen Titel Elliot, der Drache als Natalie zu sehen. In der Filmkomödie Bad Moms spielte sie an der Seite von Mila Kunis deren Filmtochter Jane Mitchell. Im Jahr 2017 war sie im Filmdrama Die Verführten  von Sofia Coppola in der Rolle der Amy zu sehen. Der Film wurde im Rahmen der offiziellen Auswahl während der Internationalen Filmfestspiele von Cannes im Mai 2017 uraufgeführt. Des Weiteren spielt Laurence in Bad Moms 2 erneut ihre Rolle als Jane Mitchell. Für den Thriller What We Found (The Buried Girl) wurde sie an der Seite von Elizabeth Mitchell und James Ransone als  Holly besetzt. Sie steht zudem für die Netflix-Produktion Lost Girls vor der Kamera.
Laurence lebt in New York, wo sie die „Fiorello H. LaGuardia High School of Music & Art and Performing Arts“ besucht. Sie hat zwei jüngere Schwestern, Aimée und Jeté, die ebenfalls als Schauspielerinnen tätig sind.

## Filmografie (Auswahl)
- 2012: Louie (Fernsehserie, Episode 3x09)
- 2013: Penny Dreadful (Kurzfilm)
- 2014: A Little Game
- 2014: Law & Order: Special Victims Unit (Fernsehserie, Episode 16x06)
- 2015: I Smile Back
- 2015: Lamb
- 2015: The Grief of Others
- 2015: Imaginapped (Kurzfilm)
- 2015: Orange Is the New Black (Fernsehserie, Episode 3x10)
- 2015: Vicky & Jonny (Kurzfilm)
- 2015: Southpaw
- 2015: Damsel
- 2016: Little Boxes
- 2016: Blindspot (Fernsehserie, Episode 1x20)
- 2016: Bad Moms
- 2016: Elliot, der Drache (Pete’s Dragon)
- 2017: Die Verführten (The Beguiled)
- 2017: Bad Moms 2 (A Bad Moms Christmas)
- 2017: Lily + Mara (Kurzfilm)
- 2018–2023: Summer Camp Island (Fernsehserie, Stimme)
- 2019: Big Time Adolescence
- 2020: Lost Girls
- 2020: A Babysitter’s Guide to Monster Hunting (Netflix-Film)
- 2020: What We Found

## Nominierungen und Auszeichnungen (Auswahl)
| Jahr | Award                                              | Kategorie                                                                                           | Werk               | Ergebnis  |
| ---- | -------------------------------------------------- | --------------------------------------------------------------------------------------------------- | ------------------ | --------- |
| 2013 | Tony Award                                         | Tony Honors for Excellence in Theatre (gemeinsam mit Sophia Gennusa, Bailey Ryon und Milly Shapiro) | Matilda (Musical)  | Gewonnen  |
| 2015 | Washington DC Area Film Critics Association Awards | Best Youth Performance                                                                              | Southpaw           | Nominiert |
| 2017 | Young Artist Award                                 | Beste Hauptdarstellerin in einem Spielfilm – Beste Jugendschauspielerin                             | Elliot, der Drache | Gewonnen  |